# Wood (jezioro w Kolumbii Brytyjskiej)
Wood – jezioro w Kanadzie, w Kolumbii Brytyjskiej, leżące w dolinie Okanagan, w centrum południowej części stanu. Jeziora w dolinie Okanagan powstały ok. 8900 r. p.n.e. Jezioro Wood położone jest bezpośrednio na południe od jeziora Kalamalka i połączone z nim wykopanym w 1908 r. kanałem zwanym „Oyama canal”. 
Jezioro jest położone między miejscowościami Oyama i Winfield i jest znanym łowiskiem pstrąga tęczowego. Nazwa jeziora pochodzi od Toma Wooda, który osiedlił się na południowym krańcu jeziora ok. 1860 r.
Suchy klimat i odpowiednie gleby sprzyjają uprawie i przetwórstwu owocowemu wokół jeziora i w całej dolinie. Górna część zlewni jeziora jest gęsto zalesiona i przez wiele dziesięcioleci prowadzono tam wyrąb. Niżej położone jej części są określane jako kraina żółtej sosny i traw wiechlinowatych. 
Normalne coroczne wahania wysokości lustra jeziora wynoszą 1,2 m.